# Programa Previne Brasil
O Programa Previne Brasil foi instituído pelo Ministério da Saúde (MS) do Brasil, em 2019, durante o governo Jair Bolsonaro, determinando alterações no financiamento de custeio da atenção primária à saúde (APS) no país, dentre outras coisas. Publicado na Portaria nº 2.979, de 12 de novembro de 2019, assinada pelo então ministro Luiz Henrique Mandetta, o Programa determina três critérios para o repasse financeiro aos municípios: captação ponderada, pagamento por desempenho e incentivo para ações estratégicas.
A nova política extinguiu o Piso da Atenção Básica (PAB), criado em 1998, seguindo diretrizes da Norma Operacional Básica 1/96 (NOB-96). O PAB destinava recursos para os municípios investirem na APS e se dividia em dois componentes: um fixo (PAB fixo), que remetia regular e automaticamente para os municípios verbas federais do Fundo Nacional de Saúde, tendo como base de cálculo um valor per capita, conforme dados do Instituto Brasileiro de Geografia e Estatística (IBGE), e um variável (PAB variável) associado à adesão a programas estratégicos definidos pelo MS.
Um dos novos componentes para o custeio da APS definidos pelo Previne Brasil, a captação ponderada, leva em conta a população cadastrada pelos municípios nas bases das equipes de Saúde da Família, das equipes de Atenção Primária e do Sistema de Informação em Saúde para a Atenção Básica (SISAB), atribuindo, para o cálculo do montante, pesos diferentes conforme a vulnerabilidade socioeconômica, o perfil demográfico por faixa etária e a classificação geográfica definida pelo IBGE. As pessoas beneficiárias do Bolsa Família, do benefício de prestação continuada ou com rendimento previdenciário de até dois salários mínimos são consideradas em vulnerabilidade socioeconômica, conforme a portaria. As faixas etárias de até 5 anos e com 65 anos ou mais também participam da ponderação. Aos municípios rurais, conforme o IBGE, também é atribuído um peso maior.
Também é um critério a avaliação de desempenho de alguns indicadores de saúde dos municípios, que deve ser realizada a cada quatro meses. Alguns indicadores estratégicos serão definidos e monitorados pelo MS através de informações registradas em sistemas eletrônicos. Para o ano de 2020, foram listados sete indicadores de áreas estratégicas (Pré-natal, Saúde da Mulher, Saúde da Criança e Condições
Crônicas) e definidas as metas esperadas para cada um. A média ponderada dos resultados produzirá um "indicador sintético final" que definirá o valor do pagamento por desempenho destinado ao município.
Algumas ações estratégicas no âmbito da APS, destinadas a situações ou territórios específicos, também terão seu custeio financiado pelo MS, obedecendo a regulamentações próprias de cada programa às quais deve se adequar o município. Alguns exemplos são: Programa Saúde na Hora, Equipe de Saúde Bucal, Equipe de Consultório na Rua, Unidade Básica de Saúde Fluvial, Equipe de Atenção Básica Prisional, Programa Saúde na Escola etc.
O Programa provocou uma repercussão importante, angariando o apoio da Sociedade Brasileira de Medicina de Família e Comunidade, por exemplo, mas também foi alvo de críticas de entidades como a Associação Brasileira de Saúde Coletiva, o Conselho Nacional de Saúde e de pesquisadores da área.